# يس منستر
يس مِنِسْتر (بالإنجليزية: Yes Minister)‏ ومعاناها «نعم، أيها الوزير»، هو مسلسل تلفزيوني بريطاني كوميدي، موضوعه الهجاء السياسي. كتبه أنتوني جاي وجوناثان لن، أذيع أول مرة على قناة بي بي سي تو من 1980 إلى 1984، مقسمًا على ثلاث أجزاء كل منها في سبع حلقات. أُنتجت سلسلة لاحقة بعنوان يس برايمنستر، وأذيعت من 1986 إلى 1988. كان إجمالي حلقات المسلسلين 38 حلقة، كلها تستغرقُ نصف ساعة باستثناء واحدة. ومعظم حلقات المسلسلين كانت تنتهي بصيغة مشتقة من اسم المسلسل يرد بها أحد الشخصيات على طلب أو سؤال لجيم هاكر، الوزير ورئيس الوزراء في السلسلة اللاحقة. أعدت بعض الحلقات للإذاعة على بي بي سي راديو، وأُنتجت مسرحية مشتقة من المسلسل في 2010، هذه المسرحية تطورت إلى مسلسل تلفزيوني جديد بُث على قناة جولد في 2013.
حاز المسلسل عدة جوائز من الأكاديمية البريطانية لفنون السينما والتلفزيون، وفي 2004 حصل المسلسل على المركز السادس في تصويت أجرته البي بي سي لأفضل المسلسلات الكوميدية البريطانية.

## استشهادات
1. 1 2  Fernsehserien.de (بالألمانية), QID:Q54871129
2. ↑  "معلومات عن يس منستر على موقع metacritic.com". metacritic.com. مؤرشف من الأصل في 2018-06-26.
3. ↑  "معلومات عن يس منستر على موقع imdb.com". imdb.com. مؤرشف من الأصل في 2019-09-18.
4. ↑  "معلومات عن يس منستر على موقع moviepilot.de". moviepilot.de. مؤرشف من الأصل في 2016-07-07.

## وصلات خارجية
- يس منستر على موقع IMDb (الإنجليزية)
- يس منستر على موقع ميتاكريتيك (الإنجليزية)
- يس منستر على موقع الموسوعة البريطانية (الإنجليزية)
- يس منستر على موقع الموسوعة البريطانية (الإنجليزية)
- يس منستر على موقع روتن توميتوز (الإنجليزية)
- يس منستر على موقع ميوزك برينز (الإنجليزية)
- يس منستر على موقع كينوبويسك (الروسية)
- يس منستر على موقع ميوزك برينز (الإنجليزية)
- يس منستر على موقع قاعدة بيانات الفيلم (الإنجليزية)